# Helmut Wolf (geodesta)
Helmut Wolf (2 de mayo de 1910 - 6 de junio de 1994) fue un geodesta alemán, profesor en la Universidad de Bonn. Intervino decisivamente en la creación del sistema europeo de geodesia satelital, así como del primer geoide transfronterizo en Europa Central.

## Semblanza
Después de la Segunda Guerra Mundial, Wolf, como sucesor de Erwin Gigas, encabezó el Instituto Geodésico fundado por el Ejército de los EE. UU. en Bamberg. Desde allí dirigió el cálculo de un sistema de triangulación unificado para varios países de Europa Central, a pesar de las dificultades causadas por el período inmediatamente posterior a la Segunda Guerra Mundial. Con su trabajo técnico preparatorio, el ZEN era entonces el mayor proyecto geodésico en suelo europeo, aunque estaba basado en el Elipsoide de Hayford utilizado por los estadounidenses.
En el transcurso de este importante proyecto, también calculó un primer geoide sobre una gran parte de Europa Central.
Debido a su éxito en la instalación del ZEN y su geoide, Wolf pudo persuadir al Servicio Internacional de VLBI para Geodesia y Astrometría (IAG) para que adoptara un sistema geodésico uniforme para Europa occidental (al que no se incorporó el Bloque del Este). Esta resolución, ya aprobada en 1948, condujo posteriormente al elipsoide ED50 (datum para la mitad occidental de Europa) y a las primeras versiones de un geoide preciso. La creación del ED50 se le confió a Wolf, quien completó esta enorme tarea en tan solo cuatro años, con unos medios de cálculo que parecen inimaginables hoy en día: resolver el ajuste por mínimos cuadrados que comprendía un total de alrededor de 2000 incógnitas de los datos organizados como una red de referencia, utilizando un ordenador programable con tarjetas perforadas. Todo el trabajo restante, especialmente el cálculo de las coordenadas sobre el elipsoide, tuvo que hacerse con máquinas calculadoras electromecánicas simples y utilizando tablas de funciones trigonométricas.
A  partir de 1954 se convirtió en catedrático de la Universidad Bonn,  donde fundó el Instituto de Geodesia Teórica, del que fue su director hasta su jubilación en 1978.
A lo largo de su carrera se dedicó a renovar los fundamentos matemáticos del ajuste de curvas, del cálculo matricial, de la modelización de redes satelitales, del contraste de hipótesis y de espacios Lp. En el año de su jubilación, publicó el algoritmo de subdivisión por bloques de Helmert-Wolf, orientado a garantizar la mejor precisión posible de los bloques de mediciones de una red mediante una matriz de covarianza especial.
Wolf murió a mediados de 1994.

## Reconocimientos
- Desde 1968 fue miembro correspondiente de la Academia de Ciencias de Baviera y desde 1977 del Braunschweigische Wissenschaftliche Gesellschaft.
- En 1975 recibió la medalla conmemorativa Helmert de la Asociación Alemana de Topografía.
- Fue nombrado en 1977 miembro de la Sociedad Científica de Braunschweig.